# Siedlung Breilsort

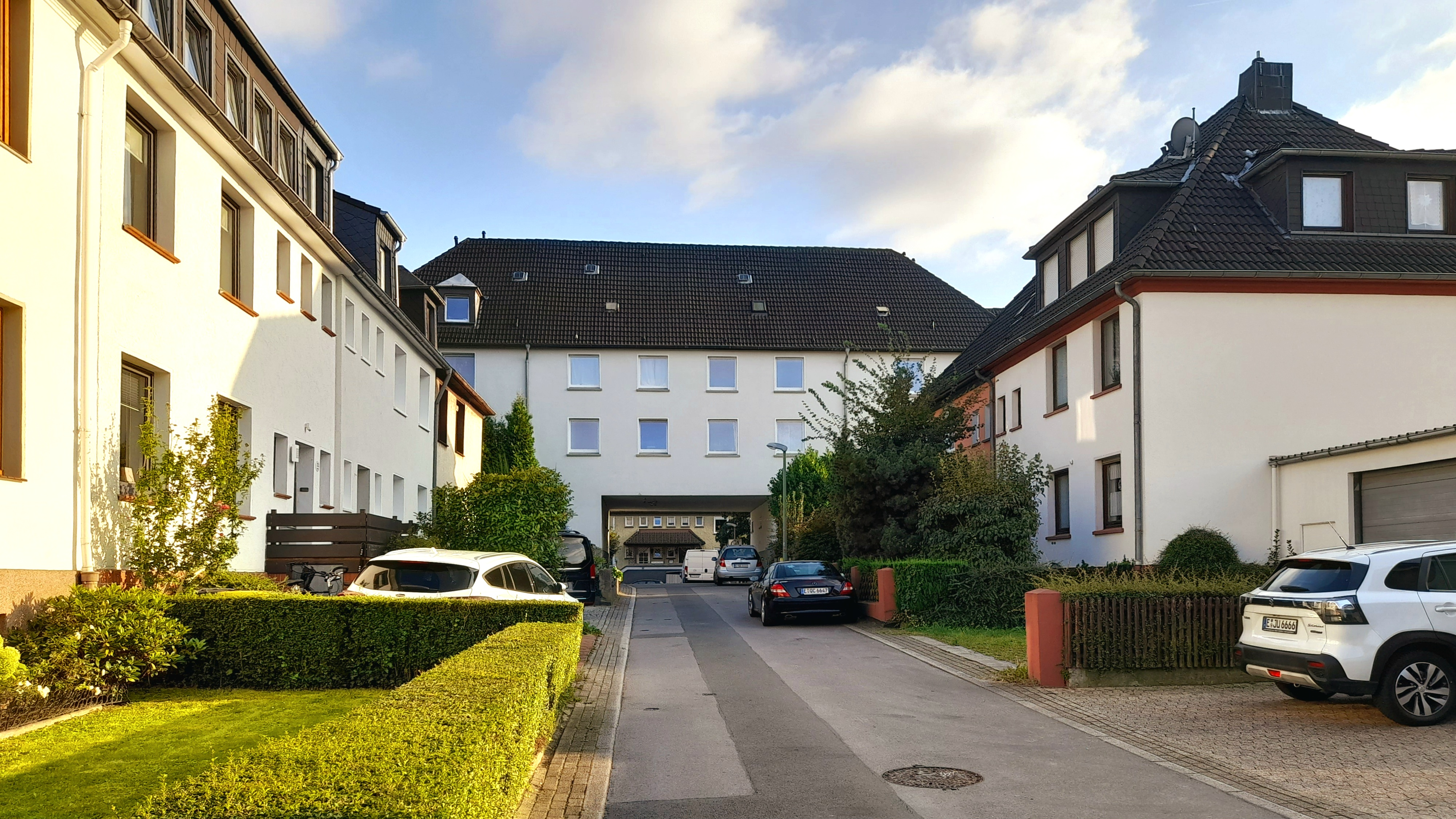
Torhaus der Siedlung Breilsort und die gleichnamige Straße, 2024

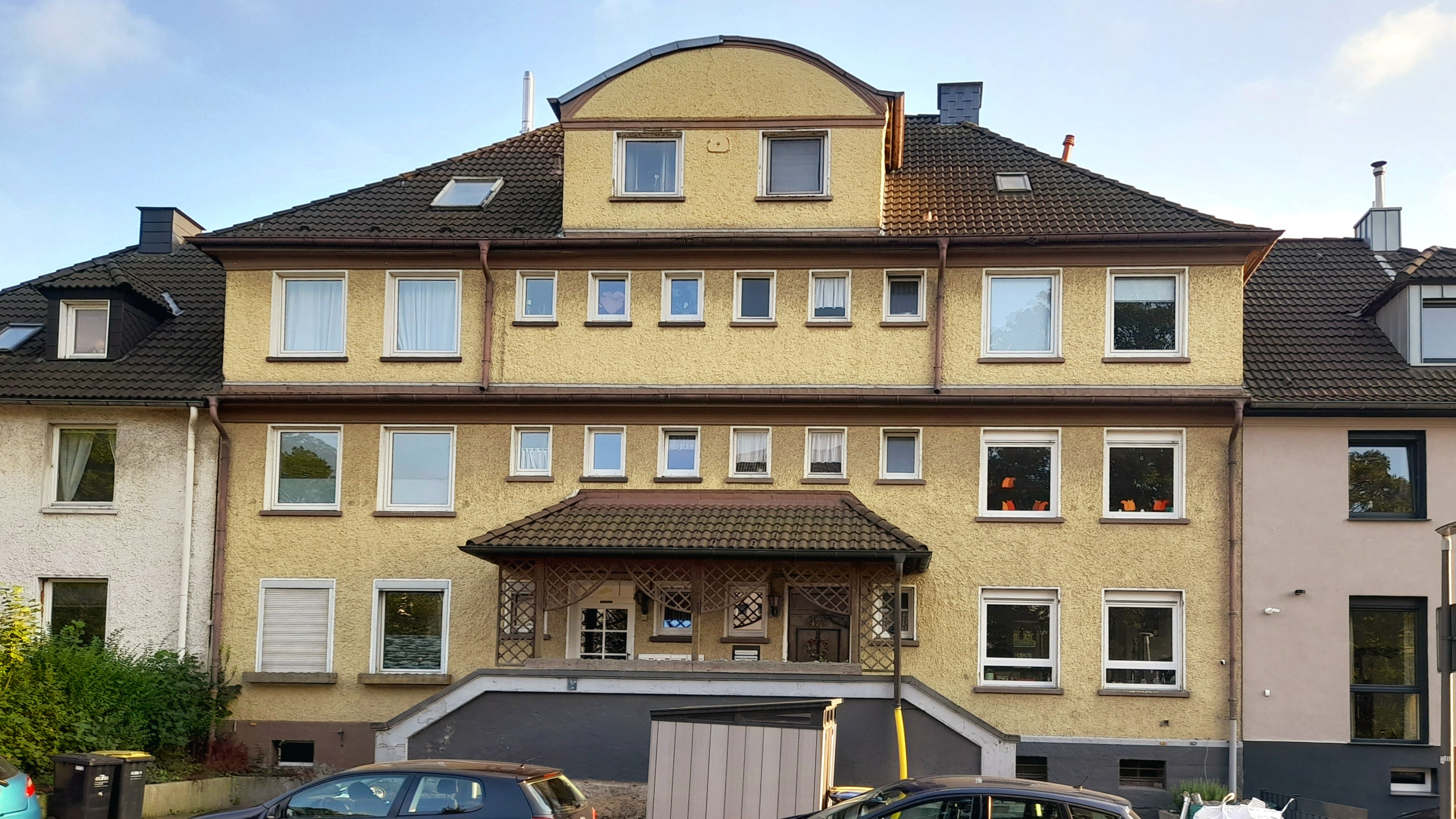
Haus der Siedlung Breilsort, 2024

Die Siedlung Breilsort (auch Kolonie Breilsort) ist eine im Essener Stadtteil Frohnhausen gelegene Wohnsiedlung, errichtet ab 1916 nach Plänen des Architekten Georg Metzendorf.

## Geschichte

### Gründung
1906 gründete Margarethe Krupp, Witwe des 1902 verstorbenen Friedrich Alfred Krupp und damals Treuhänderin des Firmenvermögens, die Margarethe-Krupp-Stiftung für Wohnungsfürsorge. Dank dieser Stiftung konnte die Siedlung Breilsort für kinderreiche Familien errichtet werden. Namensgebend ist der im Jahr 1846 in der Mutterrolle erstmals genannte Flurname Am Breyl, später auch Breilsort oder Im Breilsort.

### Architektur
Der Architekt Georg Metzendorf erhielt im Jahr 1908 den Auftrag zur Planung und Bauleitung. Die Bauausführung und Vermietung oblag der Stadt Essen. Der Baubeginn erfolgte 1916 in der Zeit des Ersten Weltkriegs. Im September 1916 waren die Rohbauten von 20 Wohnhäusern fast fertig, so dass diese im Frühjahr 1917 bezugsfertig waren. Danach wurden die Grünanlagen am Mühlbachtal angelegt und die neuen Wege bepflanzt und mit Bäumen versehen. Bedingt durch die Form der neuen Siedlung auf einer Anhöhe über dem Mühlbachtal wurde die Frohnhauser Straße in geschwungener Form bis zur Stadtgrenze zu Heißen, heute Teil von Mülheim an der Ruhr, weitergeführt. Es wurde eine Straßenbreite von 20 Metern festgelegt, wobei der nördliche Teil der Straße einen 7 Meter breiten Grünstreifen erhalten sollte. Die Bewilligung der Mittel dazu erfolgte in der Stadtverordnetenversammlung vom 1. September 1916. Die Lage auf der Anhöhe am Borbecker Mühlenbach war auch deshalb gewählt worden, dass man die zunächst auf 73 Häuser projektierte Siedlung jederzeit in alle Richtungen erweitern konnte. Es wurden Einfamilienhäuser, Doppelhäuser sowie zwei bis achtteilige Häusergruppen errichtet. Jedes Haus sollte auf der Hofseite einen Garten erhalten. In diesem Zuge entstanden Einfamilienhäuser mit vier Räumen, von denen einige einen angebauten Stall erhielten. Einige der drei- und vierräumigen Etagenwohnungen besaßen 4,4 mal 3,5 Meter große Räume. Ebenso war in der Siedlung ein Kinderspielplatz vorgesehen. Die Essener Arbeiter-Zeitung – Sozialdemokratisches Organ für das Rheinisch-Westfälische Industrie-Gebiet – berichtet in ihrer Ausgabe vom 5. Mai 1919, dass dort 98 Familien mit insgesamt 669 Kindern eingezogen sind, was einem Durchschnitt von annähernd sieben Kindern pro Familie entsprach.
Mit der Straßenbahnlinie 9 (heute 109), die bereits seit 1898 bis Frohnhausen fuhr, wurde dann auch die westliche Siedlung Breilsort an das Essener Straßenbahnnetz angebunden. Die heutige Wendeschleife wurde erst 1961 eingerichtet.

### Zeit des Nationalsozialismus
Wie in vielen anderen Arbeitersiedlungen im Ruhrgebiet war der Einfluss kommunistischer Parteien auch in Breilsort groß. So war für die Siedlung die Bezeichnung Klein-Moskau unter den Nationalsozialisten gebräuchlich. Daher fanden am 9. November 1932 Hausdurchsuchungen der Schutzpolizei bei Mitgliedern der KPD statt. Am 1. Juni 1933, dem Jahr der Machtergreifung durch die Nationalsozialisten, stürmten rund 1000 SA-Männer unter der Leitung des Standartenführers der Standarte 58, Otto Dahlem, die Siedlung Breilsort, in der sie, wie in anderen Arbeitervierteln auch, bislang kaum Einfluss gewinnen konnten. Der Zugriff ereignete sich zwischen 7 und 9.30 Uhr. Sie durchsuchten jedes Haus, stellten Flugblätter, Bücher etc. sicher und nahmen einige Bewohner fest. Wenige Tage später, am 8. Juni 1933 berichtete die NSDAP-Ortsgruppe Essen-Breilsort, dass die Mitgliederzahl und damit die Aufgaben dieser Ortsgruppe erheblich gestiegen seien. Deshalb wurde am 10. Juni des Jahres eine eigene Ortsgruppen-Geschäftsstelle in der Dunckerstraße 8 (heute Busehofstraße) in Frohnhausen eröffnet.
1943, im Zweiten Weltkrieg, erlitt die Siedlung erhebliche Kriegsschäden. Später fand der Wiederaufbau statt. Heute gehören die Häuser unterschiedlichen Privateigentümern.